# Phyllanthus rangoloakensis
Phyllanthus rangoloakensis är en emblikaväxtart som beskrevs av Jacques Désiré Leandri. Phyllanthus rangoloakensis ingår i släktet Phyllanthus och familjen emblikaväxter. Inga underarter finns listade i Catalogue of Life.